# 1-й пехотный полк (Австро-Венгрия)

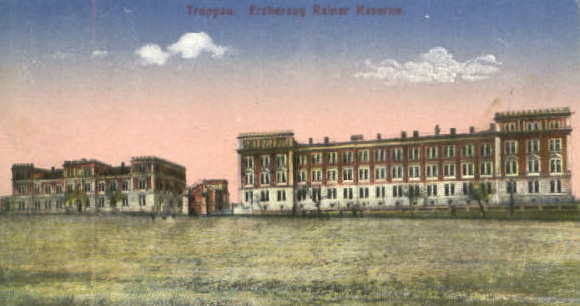
Казарми 1-го пехотного полка кронпринца Рудольфа в Опаве

1-й Силезский пехотный полк (нем. Schlesisches Infanterie-Regiment Nr. 1) — немецкий пехотный полк Единой армии Австро-Венгрии, сформированный в 1715 году. С 1848 года носит название кайзеровского полка, поскольку в разное время покровителями полка были императоры Австрии — Франц I, Иосиф II, Леопольд II, Франц II, Фердинанд I и Франц Иосиф I. Штаб-квартира — Краков, место вербовки солдат — Троппау. Участвовал в Семилетней войне, в Наполеоновских войнах и Австро-итало-прусской войне.

## История полка
Курфюрст и архиепископ Трирский Карл III Иосиф Лотарингский 19 августа 1715 года учредил два трирских полка, которые, начиная с 1716 года, на протяжении 10 лет служили императору под названиями «Старо-Лотарингский» (нем. Alt-Lothringen) и «Младо-Лотарингский» (нем. Jung-Lothringen). Первыми шефами стали наследный принц Лотарингии Леопольд Клеменс Карл и его младший брат Франц Стефан Лотарингский. Франц был некоторое время шефом Младо-Лотарингского пехотного полка. После внезапной кончины своего старшего брата он как новый наследный принц стал шефом «Лотарингского пехотного полка» (нем. Infanterieregiment Lothringen). В 1745 году он, став императором Священной Римской Империи, был назначен личным шефом полка: шефство продолжалось вплоть до конца существования Австро-Венгрии. С 1769 года полк носил 1-й порядковый номер и был известен как 1-й кайзерский пехотный полк (нем. Infanterieregiment Kaiser No. 1). Начиная с 1860 года, полк был известен как 1-й Силезский кайзерский пехотный полк (нем. K.u.k. Schlesisches Infanterieregiment „Kaiser“ Nr. 1).

### Личный состав
В Раннее Новое время солдаты полка набирались со всей Священной Римской империи. После его перевода в Трирское курфюршество в полк стали призываться дополнительно люди из Майнца, Франкфурта-на-Майне, Дармштадта, Мангейма, Хайльбронна, Кёльна, Бингена, Кройцнаха, Вормса и Ашаффенбурга. С 1766 года Верхнерейнский округ был основной территорией, откуда вербовались бойцы.
Так называемыми «запрещенными национальностями» в полку считались французы, итальянцы, швейцарцы, поляки, венгры и хорваты. Бойцов набирали преимущественно в Верхнерейнском округе, однако были добровольцы и из иных земельных владений Габсбургов. Вплоть до 1771 года штаб полка переносился, пока не устоялся окончательно в наследственных австрийских землях Габсбургов. В дальнейшем личный состав 1-го пехотного полка набирался исключительно в Моравии и Австрийской Силезии.
Полк участвовал в битве при Аустерлице, обороняя Пратценские высоты под командованием генерал-майора Франца Йирчика.

## По состоянию на 1914 год
Подчинение:
- 5-я пехотная дивизия — 1-й армейский корпус

Полк состоял из 4 батальонов. В 1909 году 2-й, 3-й и 4-й батальоны базировались в Троппау, 1-й — в Фоче. Национальный состав полка по состоянию на 1914 год: 82 % — немцы, 15 % — чехи, 3 % — прочие национальности. В 1912 году командование полностью переведено из Кракау в Троппау.
В 1914 году полк отправился на Итальянский фронт Первой мировой войны, где участвовал в нескольких битвах при Изонцо. В том же году 4-й батальон и батальон резерва переведены в Троппау, 2-й и 3-й батальон — в гарнизон Кракова, в казармы кронпринца Рудольфа на улице Варшавской, 1-й батальон отправлен в Мостар. Полк подчинялся 10-й пехотной бригаде, 5-й пехотной дивизии, 1-му корпусу. В августе 1914 года 1-й батальон включён в 1-ю бригаду при 16-м корпусе.
В ходе так называемых реформ Конрада с июня 1918 года число батальонов было сокращено до трёх, и 1-й батальон был расформирован.

## Командиры полка
- 1859: не было[14]
- 1865: полковник Альфред дю Рьё де Фейо (нем. Alfred Du Rieux de Feyau)[15]
- 1879 — после 1885: полковник Эдуард фон Цамбаур (нем. Eduard von Zambaur)[16]
- 1900—1903: полковник Эммерих, эдлер фон Фишер (нем. Emmerich Edler von Fischer)
- 1904—1907: полковник Уго Кромер (нем. Hugo Kromer)
- 1908: полковник Генрих фон Фидлер (нем. Heinrich von Fiedler)[17]
- 1908—1910: полковник Эммерих, эдлер фон Фишер (нем. Emmerich Edler von Fischer)
- 1911: не было
- 1911—1914: полковник Адальберт фон Кальтенборн (нем. Adalbert von Kaltenborn)[1]